# Alebra
Alebra — рід цикадок із роду клопів.

## Опис
Дендрофільні цикадки довжиною близько 3—4 мм, зі струнким тілом, Темно-зелений колір. Для СРСР вказувалося 4 види.

## Систематика
У складі роду:
- Alebra neglecta — Палеарктика.
- Alebra pallida — Далекий Схід, Корея, Китай.